# Metasphenisca pallidifemur
Metasphenisca pallidifemur är en tvåvingeart som beskrevs av Albany Hancock 1991. Metasphenisca pallidifemur ingår i släktet Metasphenisca och familjen borrflugor.
Artens utbredningsområde är Madagaskar. Inga underarter finns listade i Catalogue of Life.